# Місце призначення невідомо
«Місце призначення невідомо» (англ. Destination Unknown) - детективний роман англійської письменниці Агати Крісті. Вперше опубліковано у Великій Британії видавництвом «Collins Crime Club» 1 листопада 1954 і у США, видавництвом «Dodd, Mead and Company» в 1955 році під назвою «Так багато кроків до смерті» (англ. So Many Steps to Death).

## Сюжет
Гіларі Крейвен, покинута дружина і мати загиблих дітей, планує самогубство в готелі у Марокко. Але їй запропонували провести небезпечну місію замість отруєння великою дозою снодійного. Завдання, на яке вона погджується, повинена робити відчайдушна жінка. Треба допомогти знайти чоловіка: вченого-ядерщика який зник і, можливо, втік в Радянський Союз. Незабаром вона опиняється в групі туристів яких везуть в невідомому напрямку. Її воля до життя, можливо, повернеться, але чи не занадто пізно?

## Персонажі
- Містер Джессоп, Британський секретний агент
- Томас Беттертон, молодий вчений, який нещодавно зник
- Олів Беттертон, його дружина, яка хотіла б приєднатися до нього
- Борис Глідр, віддалений польський двоюрідний брат Томаса Беттертона
- Гілларі Крейвен, жінка якій нема чого втрачати
- Місіс Кальвен Беккер, типовий американський турист
- Дженет Хезерінгстон, суворий англійський мандрівник
- Генрі Лаурієр, галантний француз
- Містер Арістідс, один з найбагатших людей світу
- Ендрю Петерс, молодий хімік-дослідник
- Торквіл Еріксон, норвезький ідеаліст
- Доктор Л'юіс Баррон, француз, який проводить бактериологічне дослідження
- Гельга Нітхем, розумний вчений
- Пауль Ван Хейдем, генерал
- Містер ЛеБланк, французький дослідник